# Þórunn Helga Jónsdóttir
Þórunn Helga Jónsdóttir, em alfabeto latino, Thorunn Helga, ou simplesmente Thorunn (Reykjavík, 17 de dezembro de 1984) é uma ex-futebolista islandesa que atuava como volante.

## Carreira

### Jogadora
Começou a treinar no KR aos 7 anos de idade, seguindo os passos da irmã mais velha, e jogou lá até os 19 anos. Durante este período, foi campeã da Copa da Islândia (2002) e bicampeã do Campeonato Islandês (2002 e 2003).
Conseguiu uma bolsa na Universidade de Rhode Island e se mudou para os Estados Unidos em 2004 para jogar e cursar Economia Internacional. Logo no primeiro ano, foi eleita jogadora revelação da primeira divisão da NCAA, a liga universitária. Foi capitã do time por dois anos e, em 2008, eleita MVP (jogadora mais valiosa da equipe) da Universidade de Rhode Island.
Assim que se formou na Universidade, voltou para o KR e venceu novamente a Copa da Islândia em 2007 e 2008.
Recebeu um convite do Santos para disputar a Copa do Brasil, onde foram campeãs invictas, com nove jogos, nove vitórias, 28 gols marcados e apenas 4 gols sofridos.
Com o Santos, venceu sete títulos: Libertadores e Copa do Brasil em 2008 e 2009; Liga Nacional (Linaf) em 2009; Campeonato Paulista em 2010; e Torneio Internacional Interclubes em 2011.
O sucesso do time era tão grande, que o treinador Kleiton Lima, Þórunn e algumas jogadoras do Santos foram convidados para representar o Bangu no Campeonato Carioca de 2011. Ela passou três meses no Rio de Janeiro, até o Bangu ser eliminado pelo Vasco na semifinal.
Após a temporada de Bangu, o treinador Kleiton Lima, Þórunn e algumas ex-jogadoras do Santos foram contratados pelo Vitória das Tabocas, maior campeão pernambucano. Com o clube, foi campeã pernambucana em 2011 e 2012. Ao todo, foram quatro anos no Brasil.
Posteriormente, foi para o Avaldsnes, da Noruega, onde jogou de 2012 a 2016. Na última temporada pelo clube norueguês, a volante disputou a Liga do Campeões da Europa, mas a equipe caiu diante do Lyon.
Voltou para a Islândia em 2017 para representar mais uma vez o KR antes de se aposentar.

#### Seleção Nacional
Defendeu a Seleção Islandesa por 12 anos, de 2003 a 2014, passando por todas as categorias: sub-17, sub-19, sub-21 e principal, onde estreou em julho de 2009.

### Treinadora
Como treinadora, comandou o sub-19 do Avaldsnes, da Noruega, e as categorias de base do KR.

## Vida pessoal
Tem facilidade com idiomas: além de islandês, inglês e português, também fala norueguês, dinamarquês e alemão.

## Títulos
Reykjavik
- Campeonato Islandês: 2002 e 2003
- Copa da Islândia: 2002, 2007 e 2008

Santos
- Copa Libertadores: 2009 e 2010[7]
- Copa do Brasil: 2008 e 2009
- Copa Paulista de Futebol Feminino: 2009
- Campeonato Paulista da LINAF: 2009

Vitória das Tabocas
- Campeonato Pernambucano: 2011 e 2012